# Döbelnsgatan

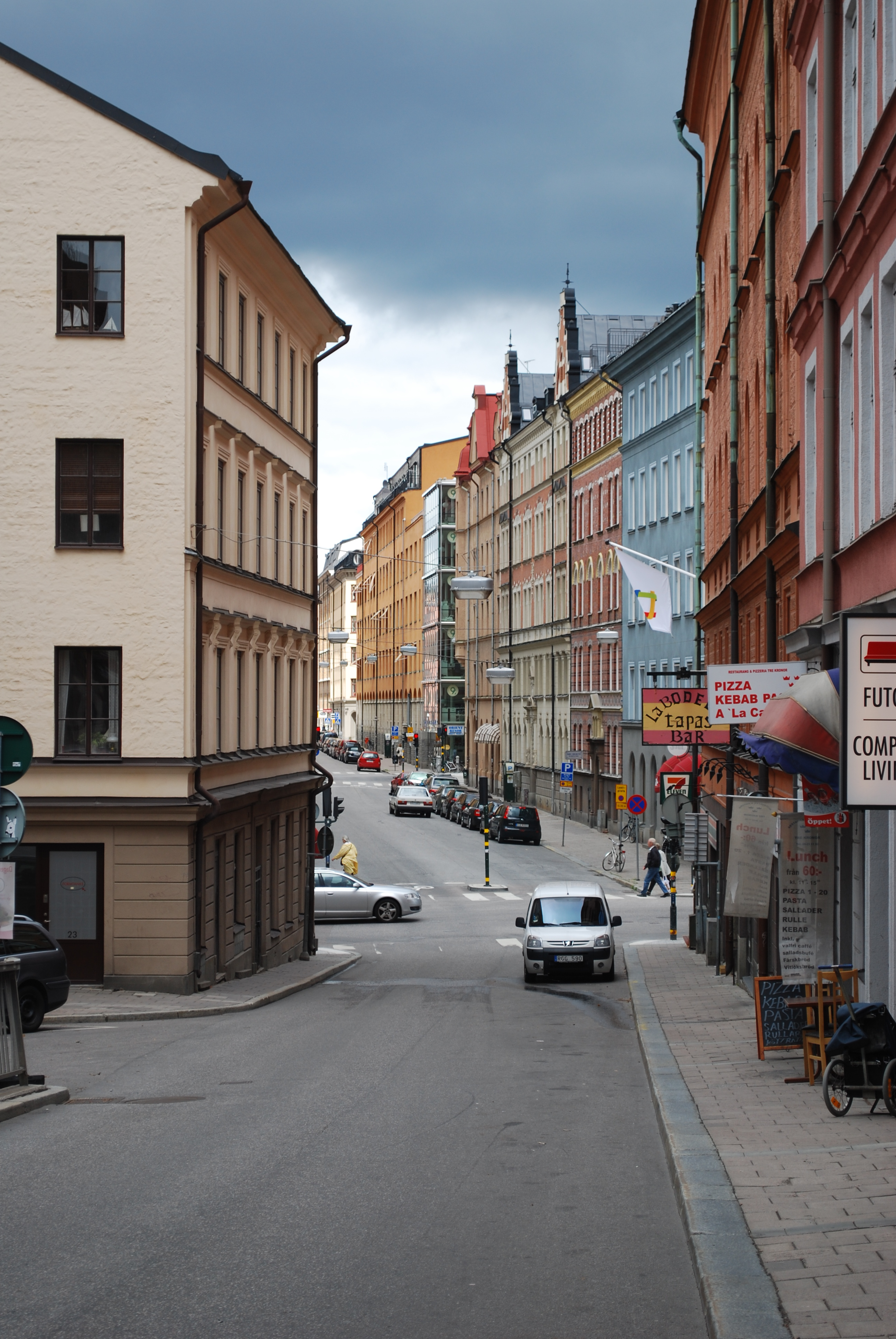
Döbelnsgatan norrut. Den korsande gatan är Tegnergatan

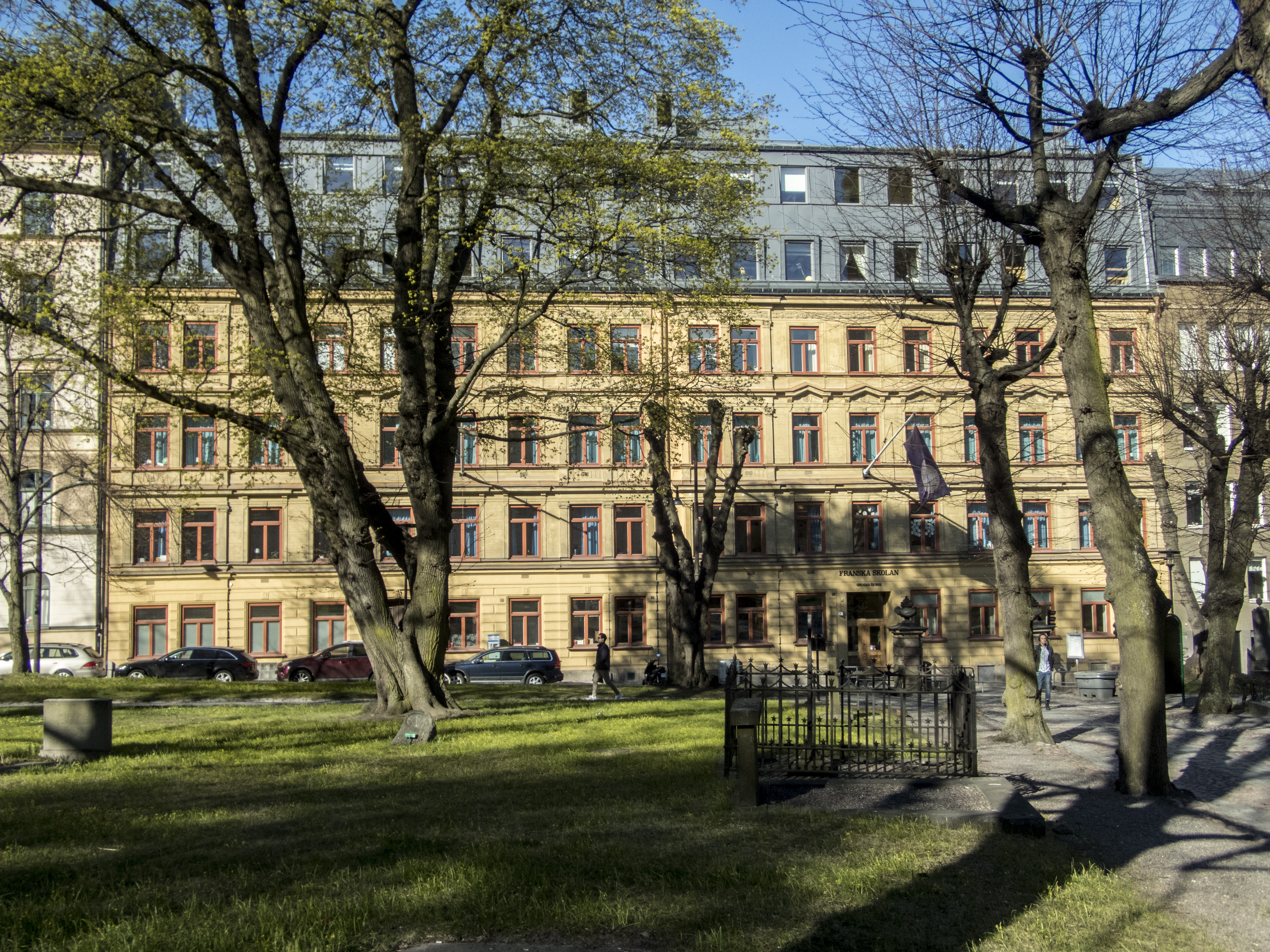
Franska skolan belägen på Döbelnsgatan, vy från Sankt Johannes kyrkogård

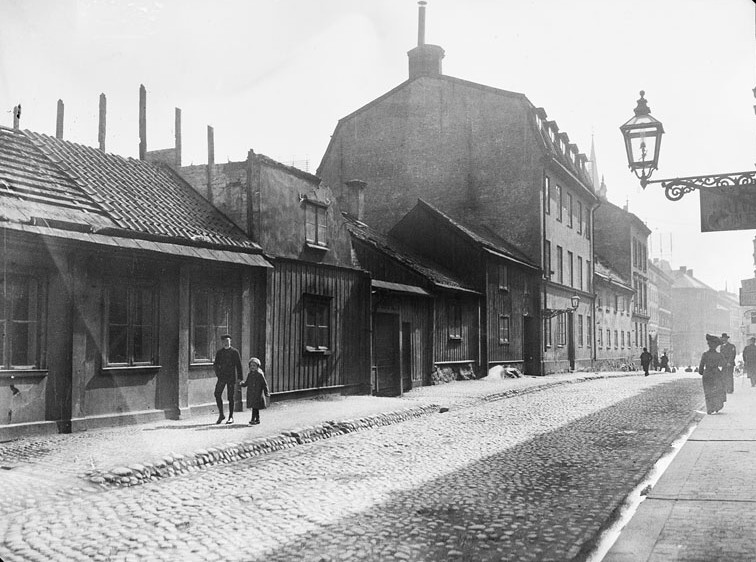
Döbelnsgatan 26–30 omkring 1900. Husen revs 1904.

Döbelnsgatan är en gata i Stockholms innerstad och utgör Malmskillnadsgatans förlängning norrut genom Norrmalm över gränsen till  Vasastaden fram till Frejgatan vid Vanadislunden. Den korsar bland andra Rådmansgatan och Odengatan. Sitt namn fick gatan i samband med stora namnrevisionen år 1885 och hette då Döbelns gata, 1932 fastställdes Döbelnsgatan av namnberedningen.
Malmskillnadsgatan var förr en gata för viktig trafik norrut ur staden vilket man kan se av att gatans fortsättning från Johannes kyrka tidigare hette Nya Tullportsgatan (1669) och ledde ut till Norrtull. Andra namn var Nya Tullgatan (1672), Gamla Tullportsgatan (1683) och Roslagstullportsgatan (1705). Eftersom det fanns ytterligare en tullportsgata i staden, på Södermalm, döptes den 1885 om till Döbelns gata efter general von Döbeln som ligger begraven på den intilliggande Johannes kyrkogård.

## Byggnader längs gatan
Franska skolan ligger på Döbelnsgatan 7–11 mittemot Johannes kyrka, liksom det gamla kulturmärkta Soopska fattighuset på Döbelnsgatan 3 som inreddes till diskotek på 1960-talet som City Club. Två biografer låg tidigare längs gatan; Tegnér-Teatern på nr.65 och Intima på nr.73 i korsningen med Odengatan. Kvarteret Taktäckaren domineras av L M Ericssons gamla fabriksbyggnader, och längs kvarteret Apotekaren löper Stockholms Elverks fasad från slutet av 1930-talet. I kvarterets hörn mot Rådmansgatan byggdes 2000 ett trendbrytande infillhus för Kanal 5 med glasfasader. Döbelnsgatan 5 är omtalat med anledning av att Greve Massaro, den italienska arvtagaren till Barilla-koncernen, inhyste delar av fastigheten under åren 1974-1976. Vid nr.38 låg tidigare den Gyllenborgska malmgården.